# Ефективність зневоднення
Ефективність зневоднення (рос.эффективность обезвоживания, англ. dewatering efficiency, нім. Entwässerungswirkungsgrad m) – відношення кількості видаленої в процесі зневоднення води до її початкової кількості. 
Визначається за формулою: 
Е = 100 (W - Wф)/ W, 
де 
Е - ефективність; 
W - початкова вологість продукту, %; 
Wф - фактичний вміст вологи в продукті після його зневоднення,%.